# 华家街道
华家街道，是中华人民共和国辽宁省大連市金州区下辖的一个乡镇级行政单位。

## 行政区划
华家街道下辖以下地区：
华家村、李家沟村、杨家店村、牟家村、新石村、于家村、大张村、转角房村和华东村。